# Florange
Ne doit pas être confondu avec Fleurance ou Florence.
Florange (Flörchingen en allemand) est une commune française située dans le département de la Moselle, en région Grand Est. Elle est notamment connue pour son usine sidérurgique détenue par le groupe ArcelorMittal.

## Géographie

### Localisation
La ville de Florange est située dans la vallée de la Fensch et fait partie du pays des Trois Frontières. Elle bénéficie d’une situation exceptionnelle quant à son accessibilité par les autoroutes A30 et A31 aux pays voisins, à savoir l’Allemagne, la Belgique et le Luxembourg.
Sur le sillon mosellan, les villes les plus importantes qui l’entourent sont Thionville, Metz et Luxembourg.
Cette commune possède une forêt domaniale appelée le « Bois de l’étoile ».

### Hydrographie

#### Réseau hydrographique
La commune est située dans le bassin versant du Rhin au sein du bassin Rhin-Meuse. Elle est drainée par la Fensch et le ruisseau le Kribsbach, ou « ruisseau des écrevisses », qui a une longueur de 10 km et un bassin versant de 22 km2. Les étangs Scharff et Shiltz sont pittoresques.
La Fensch, située dans le nord de la commune et d'une longueur totale de 15,2 km pour un dénivelé de 5 % et un bassin versant de 83 km2, prend sa source dans la commune de Fontoy et se jette  dans la Moselle à Illange, après avoir traversé huit communes.

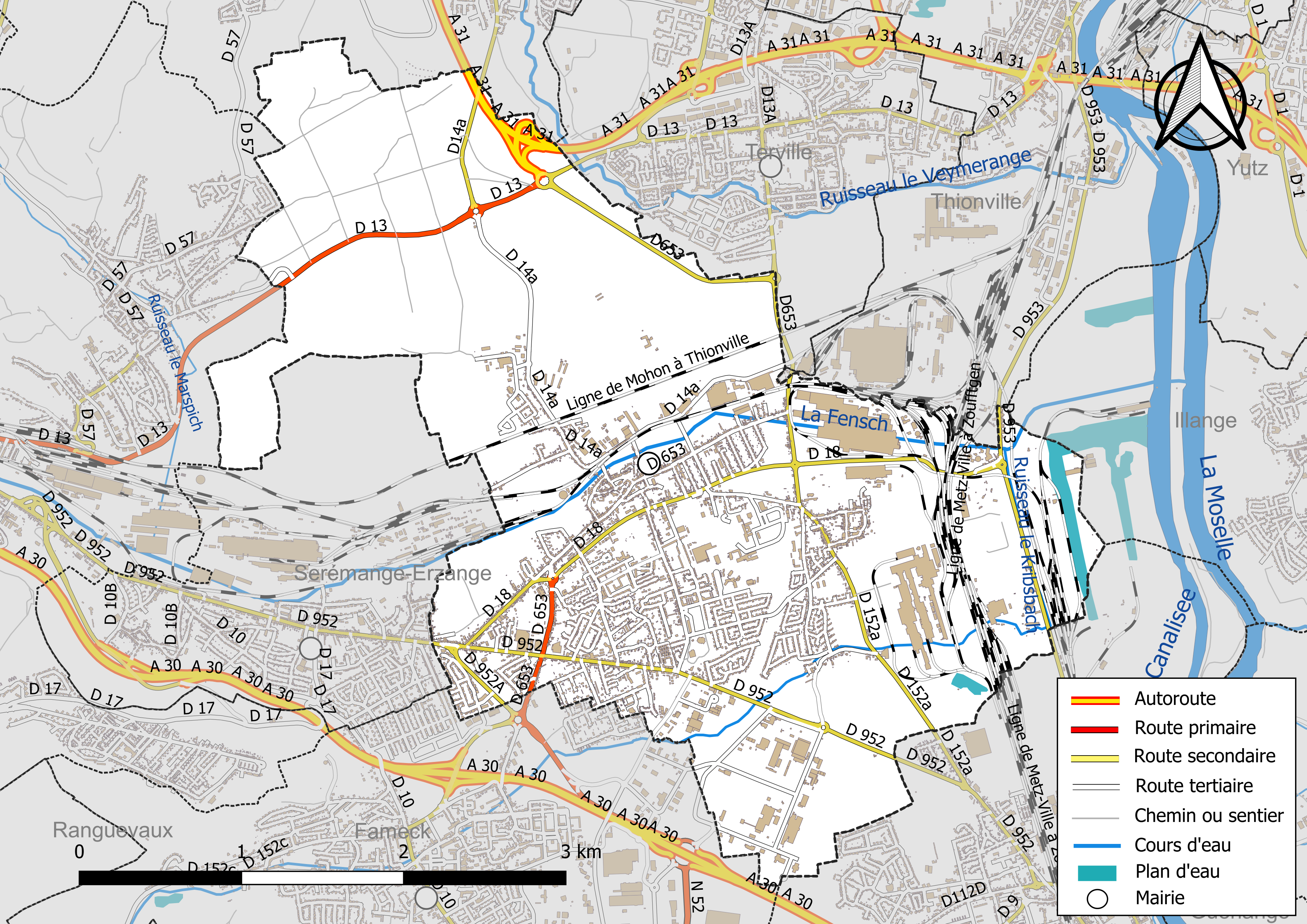
Réseaux hydrographique et routier de Florange.

#### Gestion et qualité des eaux
Le territoire communal est couvert par le schéma d'aménagement et de gestion des eaux (SAGE) « Bassin ferrifère ». Ce document de planification, dont le territoire correspond aux anciennes galeries des mines de fer, des aquifères et des bassins versants associés, d'une superficie de 2 418 km2, a été approuvé le 27 mars 2015. La structure porteuse de l'élaboration et de la mise en œuvre est la région Grand Est. Il définit sur son territoire les objectifs généraux d’utilisation, de mise en valeur et de protection quantitative et qualitative des ressources en eau superficielle et souterraine, en respect des objectifs de qualité définis dans le SDAGE  du Bassin Rhin-Meuse.
La qualité des eaux des principaux cours d’eau de la commune, notamment de la Fensch, peut être consultée sur un site dédié géré par les agences de l’eau et l’Agence française pour la biodiversité. Ainsi en 2020, dernière année d'évaluation disponible en 2022, l'état écologique de la Fensch était jugé moyen (jaune).

### Climat
Pour des articles plus généraux, voir Climat du Grand Est et Climat de la Moselle.
En 2010, le climat de la commune est de type climat des marges montargnardes, selon une étude du Centre national de la recherche scientifique s'appuyant sur une série de données couvrant la période 1971-2000. En 2020, Météo-France publie une typologie des climats de la France métropolitaine dans laquelle la commune est exposée à un climat semi-continental et est dans la région climatique  Lorraine, plateau de Langres, Morvan, caractérisée par un hiver rude (1,5 °C), des vents modérés et des brouillards fréquents en automne et hiver. 
Pour la période 1971-2000, la température annuelle moyenne est de 9,6 °C, avec une amplitude thermique annuelle de 16,6 °C. Le cumul annuel moyen de précipitations est de 795 mm, avec 12,6 jours de précipitations en janvier et 9,1 jours en juillet. Pour la période 1991-2020, la température moyenne annuelle observée sur la station météorologique de Météo-France la plus proche, « Malancourt », sur la commune d'Amnéville à 7 km à vol d'oiseau, est de 10,2 °C et le cumul annuel moyen de précipitations est de 884,1 mm. 
La température maximale relevée sur cette station est de 39,3 °C, atteinte le 25 juillet 2019 ; la température minimale est de −17,9 °C, atteinte le 5 janvier 1985,,. 
| Mois                                  | jan.             | fév.             | mars           | avril           | mai             | juin            | jui.           | août           | sep.           | oct.            | nov.             | déc.             | année      |
| ------------------------------------- | ---------------- | ---------------- | -------------- | --------------- | --------------- | --------------- | -------------- | -------------- | -------------- | --------------- | ---------------- | ---------------- | ---------- |
| Température minimale moyenne (°C)     | −0,4             | −0,3             | 2,2            | 4,9             | 8,5             | 11,5            | 13,6           | 13,4           | 10,2           | 7,1             | 3,2              | 0,6              | 6,2        |
| Température moyenne (°C)              | 1,8              | 2,7              | 6,3            | 10              | 13,7            | 16,9            | 18,9           | 18,7           | 14,8           | 10,4            | 5,7              | 2,6              | 10,2       |
| Température maximale moyenne (°C)     | 4,1              | 5,8              | 10,4           | 15              | 18,8            | 22,2            | 24,3           | 24             | 19,4           | 13,8            | 8,1              | 4,6              | 14,2       |
| Record de froid (°C) date du record   | −17,9 05.01.1985 | −15,6 07.02.1991 | −14,6 01.03.05 | −6,1 12.04.1986 | −1,4 06.05.1979 | −0,1 05.06.1991 | 2,9 22.07.1980 | 2,9 24.08.1980 | 1,3 07.09.1985 | −3,4 24.10.03   | −10,8 23.11.1998 | −15,5 03.12.1973 | −17,9 1985 |
| Record de chaleur (°C) date du record | 15,2 05.01.1999  | 20,9 27.02.19    | 25,6 31.03.21  | 27,9 21.04.18   | 32,4 28.05.17   | 35,4 26.06.19   | 39,3 25.07.19  | 38,2 08.08.03  | 33,1 15.09.20  | 26,2 10.10.1979 | 21,1 02.11.20    | 15,6 17.12.15    | 39,3 2019  |
| Précipitations (mm)                   | 85,9             | 70,2             | 67,5           | 52,6            | 67,9            | 68,4            | 70,7           | 69,5           | 69,6           | 79,7            | 81,7             | 100,4            | 884,1      |

| Diagramme climatique                                  |             |             |           |             |              |              |            |              |             |            |             |
| J                                                     | F           | M           | A         | M           | J            | J            | A          | S            | O           | N          | D           |
| 4,1−0,485,9                                           | 5,8−0,370,2 | 10,42,267,5 | 154,952,6 | 18,88,567,9 | 22,211,568,4 | 24,313,670,7 | 2413,469,5 | 19,410,269,6 | 13,87,179,7 | 8,13,281,7 | 4,60,6100,4 |
| Moyennes : • Temp. maxi et mini °C • Précipitation mm |             |             |           |             |              |              |            |              |             |            |             |

Les paramètres climatiques de la commune ont été estimés pour le milieu du siècle (2041-2070) selon différents scénarios d'émission de gaz à effet de serre à partir des nouvelles projections climatiques de référence DRIAS-2020. Ils sont consultables sur un site dédié publié par Météo-France en novembre 2022.

## Urbanisme

### Typologie
Au 1er janvier 2024, Florange est catégorisée grand centre urbain, selon la nouvelle grille communale de densité à sept niveaux définie par l'Insee en 2022.
Elle appartient à l'unité urbaine de Thionville, une agglomération intra-départementale regroupant douze  communes, dont elle est une commune de la banlieue,,. Par ailleurs la commune fait partie de l'aire d'attraction de Luxembourg (partie française), dont elle est une commune d'un pôle secondaire,. Cette aire, qui regroupe 115 communes, est catégorisée dans les aires de 700 000 habitants ou plus (hors Paris),.

### Occupation des sols
L'occupation des sols de la commune, telle qu'elle ressort de la base de données européenne d’occupation biophysique des sols Corine Land Cover (CLC), est marquée par l'importance des territoires artificialisés (55,6 % en 2018), en augmentation par rapport à 1990 (53,5 %). La répartition détaillée en 2018 est la suivante : 
zones urbanisées (30 %), forêts (23,1 %), zones industrielles ou commerciales et réseaux de communication (22,8 %), terres arables (17,8 %), mines, décharges et chantiers (2,8 %), zones agricoles hétérogènes (1,8 %), milieux à végétation arbustive et/ou herbacée (1,7 %). L'évolution de l’occupation des sols de la commune et de ses infrastructures peut être observée sur les différentes représentations cartographiques du territoire : la carte de Cassini (XVIIIe siècle), la carte d'état-major (1820-1866) et les cartes ou photos aériennes de l'IGN pour la période actuelle (1950 à aujourd'hui).

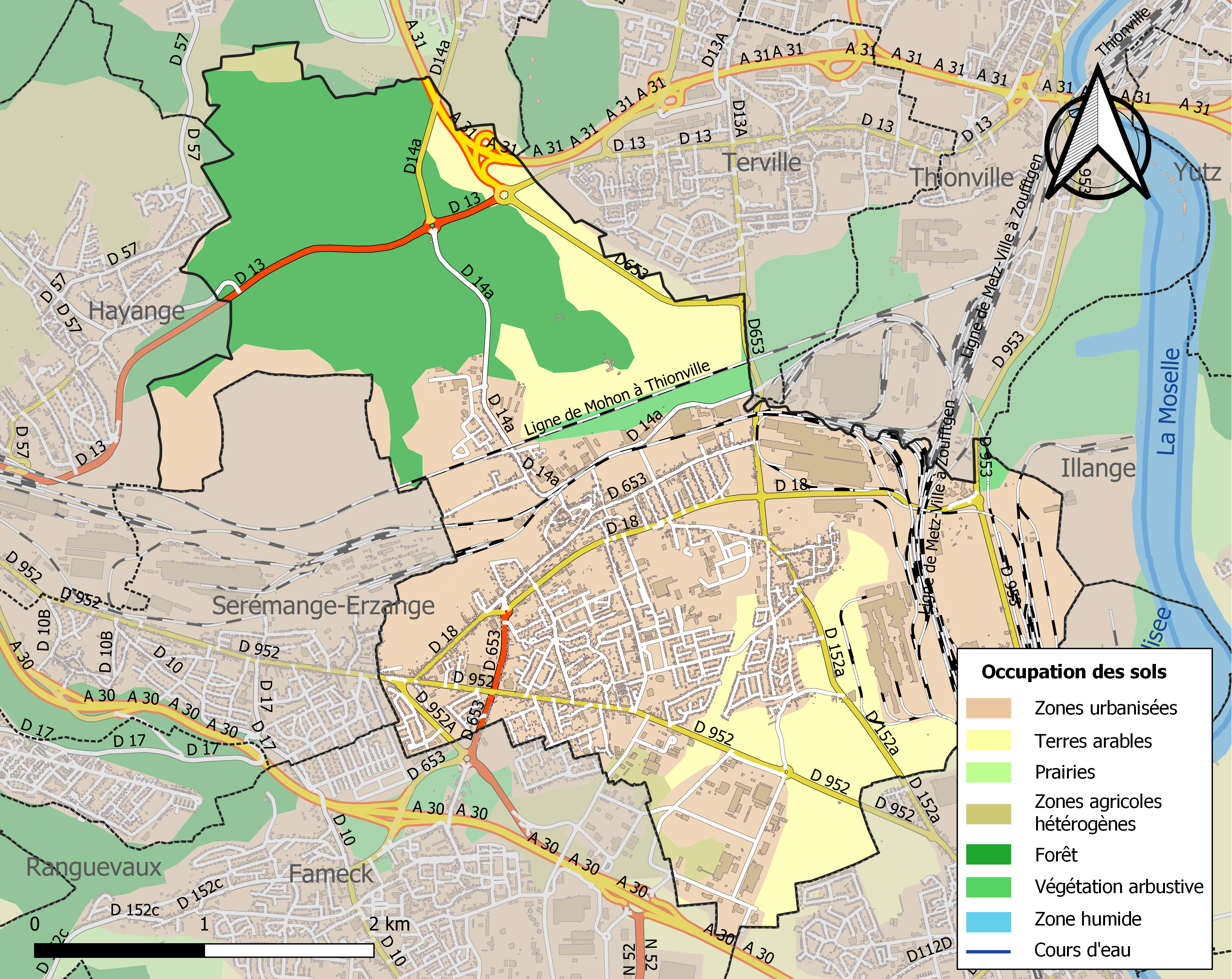
Carte des infrastructures et de l'occupation des sols de la commune en 2018 (CLC).

### Quartiers et lieux-dits
Florange est composée de plusieurs quartiers : Bétange, Ébange, Maisons-Neuves, Daspich, Oury, Epona, Castors, Carolingiens, Sainte-Agathe, Centrale, le Vieux Florange, Fillod, Millénaire et le Quartier de la Gare.

## Toponymie
Le toponyme est attesté sous différentes formes depuis le IXe siècle :
- Floriking (IXe siècle)[18], Floringas (893)[19], Florechingas (900)[20], Florengis (1147)[19], Floreengens (1206)[19], Florchenges (1236)[19], Florangis (1282)[19], Florchange (1320)[19], Florchingen (1384)[19], Florhange (1513)[19], Floringia (1544)[19], Florenges (1572)[19], Fleuranges et Florenge (xviie siècle)[19], Harling vulgo Fleurange (1606)[19], Fleurange ou Sainte-Agathe (xviiie siècle)[19], Florange ou Fleurange (1817)[21], Flœrchingen nommé communément Florange ou Fleurange (1863)[22].
- Flœrchingen[19],[23] / Florchingen[24] / Flörchingen[25] (en allemand) ;
- Fléischéngen[26] / Fléschéngen / Flörschéngen (en platt luxembourgeois).

Ce toponyme se compose du nom d’un diacre de l’époque carolingienne, Floherus ou Florus, suivi du suffixe germanique -ing (propriété, hameau, groupe d’habitations) devenu -ange par romanisation. Le suffixe -ange est la forme donnée (renommage administratif) à la place du suffixe germanique -ing (« domaine »), lors de l'avancée du duché de Bar vers 1200. Le nom des villages ayant leur finale en -ing ou -ingen a été francisé par onomatopée en -ange.
Les noms de famille suivants désignaient autrefois des habitants de la ville et sont typiques de la commune. Ainsi trouve-t-on de nombreux monsieur et madame :
- Florange ;
- Florchinger (dont tous les Florsch descendent) ;
- Flerchinger ;
- Floerchinger ;
- Fleurchinger ;
- Fleurange ;
- Archen.

## Histoire

### Préhistoire
Les premières traces de peuplement humain sur le sol de Florange remontent au néolithique vers 3 500 ans av. J.-C. Ces populations nomades en quête de terres riches et d’animaux furent suivies de peuplades celtes mal définies venant de l’Est. Avant l’arrivée des Romains, les Médiomatriques occupaient le Nord de la Lorraine depuis les Vosges jusqu’à la Champagne.

### Période gallo-romaine
L’occupation romaine en Gaule, datant de 52 av. J.-C., a laissé des vestiges dans Floringoe, témoin : la voie romaine reliant Metz à Trèves. Des ateliers de métallurgie et de poterie furent mis au jour au nord-est de la ville dans le quartier de Daspich et attestent d’un passé florissant.

### Moyen Âge
Il fallut attendre le début du VIe siècle pour voir s’installer à nouveau une période de paix. Le pouvoir franc assure alors la stabilité en même temps que le développement du christianisme. La région fait partie de l’Austrasie, territoire dont Metz est la capitale, issu, après partage, du royaume de Clovis. Les successions des héritiers se font dans le trouble et la violence. Le fils de Pépin le Bref, Charles, qui deviendra Charlemagne, réside à plusieurs reprises à Thionville. Son successeur, Lothaire, reçoit la Francie médiane en héritage. Lothaire II, fils de Lothaire Ier, le Nord de la Francie médiane en héritage. Ce territoire, dont Metz fut également la capitale, prendra le nom de Lotharingie et sera l’objet de convoitise entre le Saint-Empire germanique et le royaume de France. 
Le roi Lothaire II fit de Florange sa résidence royale. Pour la première fois Floriking est mentionné par écrit, à l’occasion de démêlés de Lothaire avec l’autorité religieuse. Plus tardivement, une charte de 893 se termine ainsi : « Fait à la cour royale de Florange », cependant les résidences royales sont rarement permanentes à l’époque.
Florange était au Moyen Âge le chef-lieu d’une prévôté régie par la loi de Beaumont et cela jusqu'en 1621, cette localité appartenait également au « fisc impérial » avant 1125.
En 1136, l'empereur Lothaire II fit don de Florange et de ses dépendances à Robert de Lorraine, l'un des fils de sa sœur Adélaïde, qui avait épousé Simon Ier, duc de Lorraine,. Florange devint depuis lors le chef-lieu d'une puissante seigneurie haute-justicière qui resta la propriété des descendants de Robert jusqu'en 1420, date approximative du décès de Lise de Florange, sa dernière descendante qui était l'épouse de Collart de Lenoncourt.
La maison de Florange est issue de Robert de Lorraine et avait pour armes : d’or à la bande de gueules chargée de trois fleurs de lys d’argent et elle prit en 1303 : de gueules au lion d’or à la bordure dentelée d’argent.

### Florange-Lorraine
Au XIIe siècle, un château fort est édifié à Florange. Robert III de La Marck de Bouillon y fonde la branche Florange-Lorraine. La seigneurie est une des plus importantes de Lorraine et la forteresse est l’une des plus redoutables de la région de Thionville. Florange fut assiégée à plusieurs reprises ; les Messins, hostiles, y prirent leur part.
En 1223, Philippe de Florange avait repris sa seigneurie en fief de Walram de Limbourg et de Ermesinde, comte et comtesse de Luxembourg, depuis lors la seigneurie de Florange se trouva réunie au comté de Luxembourg.
En 1285, lors des festivités de Chauvency-le-Château, Jacques Bretel (qui semble bien les connaitre) renseigne Fastré de Ligne, venu participer au Tournoi de Chauvency, sur Hèble de Boinville (qui est une[Quoi ?] de Florange), parle du seigneur de Florange (qu’il tient en haute estime et grande considération) et présente Jeannette de Boinville qui participe à la danse du Robardel ou 'Chapardeur’avec Perrine d’Esch et Agnès de Florenville.
En 1443, lorsque Philippe le Bon, duc de Bourgogne, vint disputer le duché de Luxembourg à  	Guillaume de Saxe ; Philippe le Bon fit camper son armée à Florange, où s'ouvrit bientôt une longue et solennelle conférence, pour régler les prétentions de ces deux princes.

### Chute de la forteresse
Les seigneurs de Florange, amis des rois de France, dont François Ier, durent subir les attaques des Espagnols, maîtres de la « Lorraine luxembourgeoise » à laquelle la cité appartenait.
Lorsque Robert de la Marck osa défier l'empereur Charles Quint dans la diète de Worms en 1521, ce dernier ordonna au prince de Nassau d'attaquer Florange, dont le château qui fut pris par trahison et rasé. Ses débris servirent à l’agrandissement des fortifications de Thionville.
En 1523 ou 1552, la seigneurie florangeoise est confisquée à Robert de la Marck à cause de sa condamnation pour félonie,. En 1552, l'empereur Charles-Quint fit prendre et démolir le château fort de Florange ainsi que les châteaux forts de Bettange et de Blettange qui en dépendaient. La seigneurie tout entière fut alors réunie à la prévôté de Thionville, et fut intégrée dans le domaine du roi par droit d'aubaine. Cependant, le roi d'Espagne Philippe II reconstitua plus tard une nouvelle seigneurie haute-justicière de Florange, qu'il donna en fief à un neveu de l'électeur de Mayence ; depuis lors les anciennes dépendances de la seigneurie de Florange se retrouvèrent en partie dans cette nouvelle seigneurie.
Au XVIIe siècle, Florange fut donnée à la famille Cromberg, amie du roi d’Espagne. La guerre de Trente Ans (1618-1648) mit aux prises les Suédois, les Français, les Hollandais, contre l’emprise germanique et l’Espagne. Cette guerre ravagea le duché de Luxembourg et l'Est de la France sous contrôle espagnol, la contrée en sortit dévastée.
En 1659, la seigneurie reconstituée de Florange se composait des localités suivantes : Algrange, Bettange, Daspich, Ersingen, Fleurange, Leringen, Marspich, Nilvange, Schremange et Susange.

### Rattachement à la France
Le traité des Pyrénées (entre la France et l’Espagne), en 1659, amena le rattachement de la « Lorraine luxembourgeoise » à la France. La prévôté de Thionville, dont Florange, devient française. Les actes restèrent rédigés en langue germanique. Louis XIV, par « lettres patentes » donna la seigneurie à la famille Zoetern (von Sötern) pour services rendus. L’activité est alors, essentiellement agricole : agriculture, élevage et quelques vignobles. La forêt apporte du bois d’œuvre, chauffage et glandée pour les animaux. Des moulins à farine jalonnent la Fensch, à côté de forges. L’artisanat assure les services auprès des populations : menuisiers, charrons, forgerons, fileurs de laine et de lin, tisserands, tailleurs, etc.
En 1681, Florange est une seigneurie ainsi qu'une haute, basse et moyenne justice, de laquelle dépendaient les villages de Daspich, Ébange, Schrémange, Susange et six maisons d’Erzange.
En 1735, le duc de Fleury, acquiert la seigneurie de Florange pour 450 000 livres et l’administre jusqu’en 1789. En 1777, l’église paroissiale située à Harling, est transférée dans le village.
Sur le plan spirituel, Florange était le siége d’une cure de l’archiprêtré de Thionville qui avait pour annexes : Bettange, Daspich, Ébange, la ferme de Magdebourg et Schrémange.

### Fin de la seigneurie
La Révolution française abolit les provinces et seigneuries avec leurs privilèges. Florange devient alors commune, perdant ses possessions de la vallée de la Fensch. La population atteint à peine 700 habitants. Florange devient chef-lieu de canton. Ébange et Séremange devenant également des communes, se séparent de Florange[réf. nécessaire]. Une période d’insécurité règne jusqu’à l’avènement de Bonaparte, puis revient la prospérité.
Empire, Restauration, République et Second Empire se succèdent. Florange absorbe Ébange-et-Daspich en 1812.

### La période moderne
C’est l’époque des grands travaux : chemin de fer en 1854 à Florange, aménagement des routes, amélioration de la salubrité publique, etc. La scolarisation se développe rapidement. Une partie importante de la population est employée aux forges de Hayange.

### L’annexion
En juillet 1870, la France déclare la guerre à la Prusse. Dès le mois d’août, les armées prussiennes occupent Florange. La signature du traité de Francfort en 1871, confirme l’annexion pure et simple de l’Alsace (excepté l'arrondissement Belfort)  et d’une partie de la Lorraine, dont la région de Thionville. Florange est rebaptisée Flörchingen. Durant cette période, qui dure jusqu’en 1918, une nouvelle église est construite ainsi que des écoles et une mairie.
Le village de Florange est électrifié en 1910. Une ligne du tramway de Thionville relie Thionville à Algrange et Fontoy en 1912. Le siège, les dépôts, une centrale électrique sont implantés à Florange (quartier de la Centrale). Une gare de triage est inaugurée en 1907. C’est l’époque d’une importante immigration d’ouvriers italiens dans la vallée et dans toute la région avoisinante : Hagondange, Moyeuvre-Grande, Rombas.
Lorsque la Première Guerre mondiale éclate, les Mosellans de souche se battent naturellement pour l’Empire allemand. Beaucoup de jeunes gens tomberont au champ d'honneur sous l’uniforme allemand, sur le Front de l’Est, mais aussi à l’Ouest, en particulier en France et dans les Flandres. Sujets loyaux de l'Empereur, les habitants de Florange accueillent cependant avec joie la fin des hostilités et la paix enfin retrouvée. Dès l’Armistice de 1918, Flörchingen redevient Florange.

### Entre-deux-guerres
Pendant l'entre-deux-guerres, des entreprises s’implantent ; d’autres, plus anciennes, se développent. La sidérurgie lorraine attire de plus en plus de personnel. À partir de 1923, une cité est édifiée par la famille de Wendel sur la commune pour loger le personnel de ses usines. Les exploitations agricoles diminuent tandis que le nombre d’ouvriers et d’employés est en progression constante. La population passe de 2 500 en 1918 à plus de 5 000 habitants en 1936. L’adduction d’eau est réalisée en 1938.

### Seconde Guerre mondiale
La Seconde Guerre mondiale et le drame de l'Annexion de la Moselle marqueront longtemps les esprits. L’annexion de la Moselle par l’Allemagne se traduit par une germanisation forcée, qui va se poursuivre crescendo durant tout le conflit. Les conditions de vie des habitants se dégradent rapidement. Un certain nombre des habitants se réfugient dans la ville de Belvès dans le Périgord. Beaucoup de jeunes gens sont incorporés de force dans les armées allemandes. Florange est finalement libérée par l’armée américaine le 11 septembre 1944,,.
La commune a payé un lourd tribut en destruction matérielle et surtout en déportés, expulsés et en morts.

### L'après-guerre

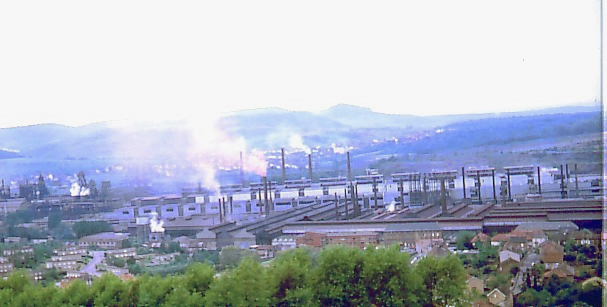
Laminoirs à chaud de Florange.
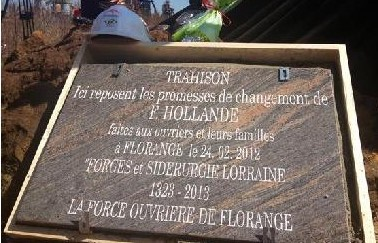
Stèle commémorative de Florange.
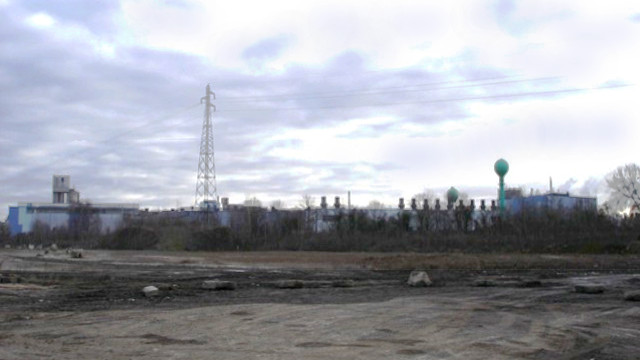
Laminoirs à froid et lignes d'étamage.

La sidérurgie s’est modernisée. Dès les années 1950, de grands chantiers de génie civil proposent l’implantation des aciéries, des laminoirs à chaud et à froid et d’une cokerie. Il a fallu faire appel à une nombreuse main d’œuvre extérieure au département de la Moselle. C’est ainsi que sont venus, d'autres départements de France et de l’étranger, des ouvriers qu’il a fallu loger rapidement.
Pour pallier le manque de logements, la Sollac fera construire la cité d'Oury avec les « Maisons 4 Familles » au début des années 1950 pour loger les ouvriers et employés de la nouvelle usine.

### Période actuelle
De petit bourg de 3 000 habitants, Florange est devenue une ville de 14 000 habitants en 1962. Par la suite, du fait du démantèlement des vieilles installations sidérurgiques et de différentes mutations, Florange s’est associée avec d’autres villes de la région, pour équiper une zone industrielle de 150 hectares, occupée actuellement[Quand ?] à 60 %. Sur ce site, se trouvent des PME et PMI, liées au domaine de la sidérurgie, mais aussi de l’automobile, de l’aviation. Environ 1 000 ouvriers travaillent sur cette zone Sainte-Agathe.
À la suite des annonces successives de fermeture des usines d'ArcelorMittal et à l'approche de l'élection présidentielle de 2012, la commune est de nombreuses fois citée en exemple de la délocalisation et de la désindustrialisation à l'image de sa voisine Gandrange. Les candidats à la présidentielle s'y succèdent lors de leur campagne.
Voir aussi : Crise de la sidérurgie dans le bassin lorrain.

## Politique et administration

### Rattachements administratifs et électoraux
La commune se trouvait dans l'arrondissement de Thionville-Ouest du département de la Moselle (département). Cet arrondissement a fusionné le 1er janvier 2015 avec l'arrondissement de Thionville-Est pour former l'actuel arrondissement de Thionville.
Pour l'élection des députés, elle fait partie depuis 2012 de la huitième circonscription de la Moselle.
Elle faisait partie de 1801 à 1967 du canton d'Hayange, année où elle devient le chef-lieu du canton de Florange. Dans le cadre du redécoupage cantonal de 2014 en France, la commune est désormais intégrée au canton de Fameck.

### Intercommunalité
La commune est membre fondatrice de la communauté d'agglomération du Val de Fensch, créée en 2000.

## Population et société

### Démographie
L'évolution du nombre d'habitants est connue à travers les recensements de la population effectués dans la commune depuis 1793. Pour les communes de plus de 10 000 habitants les recensements ont lieu chaque année à la suite d'une enquête par sondage auprès d'un échantillon d'adresses représentant 8 % de leurs logements, contrairement aux autres communes qui ont un recensement réel tous les cinq ans,.

En 2022, la commune comptait 11 891 habitants, en évolution de −0,03 % par rapport à 2016 (Moselle : +0,52 %, France hors Mayotte : +2,11 %).
| 1793 | 1800 | 1806 | 1821 | 1836 | 1841  | 1861  | 1866  | 1871  |
| ---- | ---- | ---- | ---- | ---- | ----- | ----- | ----- | ----- |
| 391  | 347  | 398  | 809  | 989  | 1 001 | 1 136 | 1 236 | 1 329 |

| 1875  | 1880  | 1885  | 1890  | 1895  | 1900  | 1905  | 1910  | 1921  |
| ----- | ----- | ----- | ----- | ----- | ----- | ----- | ----- | ----- |
| 1 288 | 1 271 | 1 374 | 1 511 | 1 523 | 1 804 | 2 119 | 2 611 | 2 709 |

| 1926  | 1931  | 1936  | 1946  | 1954   | 1962   | 1968   | 1975   | 1982   |
| ----- | ----- | ----- | ----- | ------ | ------ | ------ | ------ | ------ |
| 4 173 | 5 053 | 5 421 | 5 500 | 12 039 | 14 270 | 12 543 | 12 446 | 11 766 |

| 1990   | 1999   | 2006   | 2011   | 2016   | 2021   | 2022   | - | - |
| ------ | ------ | ------ | ------ | ------ | ------ | ------ | - | - |
| 11 304 | 10 778 | 10 912 | 11 472 | 11 895 | 11 869 | 11 891 | - | - |

1812 : Ébange-et-Daspich sont rattachés à la commune de Florange.
1817 : Florange, village de l’ancienne province des Trois-Évêchés, sur la Fensch, avait pour annexe le village d’Ébange, le hameau de Daspich et les fermes de Bettange et Magdebourg. À cette époque il y avait 422 habitants répartis dans 72 maisons.
1954 : baby boom et flux migratoires importants après-guerre pour les besoins sidérurgiques.

### Culture
La Passerelle (esplanade Jean-Marie François) est une véritable salle de concerts et de spectacles, la Passerelle marque son dynamisme par une programmation généraliste riche en artistes de renommée et en artistes en plein devenir. Que ce soit du théâtre, de la chanson, de l’humour, la Passerelle a su tirer son épingle du jeu : elle est dorénavant incontournable pour beaucoup d’artistes. La Passerelle compte jusqu’à 1 000 places, lui assurant la petitesse de concerts intimes proches du public[réf. nécessaire].

### Sports
Le complexe de Bétange est un équipement socio-éducatif et sportif qui accueille divers services et activités, proposés à la population ou aux associations : parcours de santé (environ un kilomètre), aires de jeux pour enfants, piste de roller, ferme pédagogique, musée gallo-romain, terrain de pétanque, salle de billard et salle de musculation. Ce complexe est plus connu sous le nom de « Camp de Bétange » par les Florangeois notamment lors des centres aérés. On préféra cette image à celle de l’histoire du site[réf. nécessaire].
Installée au sein du complexe de Bétange, la ferme pédagogique est mise à disposition des centres aérés, des écoles mais également de toute personne intéressée. Ce bâtiment abrite tous les animaux de la ferme : ânes, oies, canards, dindes, poules, chèvres, cochons, chevaux, poneys…[réf. nécessaire]
Le club TFOC a été champion de France de DEF en 2011 et 2013[réf. nécessaire].
La ville a accueilli le championnat du monde billard artistique en 2011[réf. nécessaire].

### Manifestations culturelles et festivités
- Carnaval : vers la mi-février
- Saint-Jean : vers le 20 juin
- Un été au ciné : chaque été courant juillet et août
- Fête communale : dimanche suivant le 15 août.
- Fête patronale : dimanche suivant le 5 février et le 11 novembre.

## Économie
- Céréales, polyculture maraîchère, horticulture.
- Élevage, volaille.
- Centre industriel important :
  - Port fluvial avec le Port de Thionville-Illange sur la Moselle canalisée (premier port fluvial pour les produits métallurgiques et 7e port fluvial de France) géré par la Chambre de commerce et d'industrie de la Moselle ;
  - Zone industrielle Sainte-Agathe et zone d’industries légères des « Vieilles Vignes » ;
  - Métallurgie : l'usine sidérurgique de Florange, répartie sur les communes de Rombas, Hayange, Florange, Serémange-Erzange, accueillait les derniers hauts fourneaux de Lorraine ;
  - Constructions métalliques et aéronautiques ;
  - Imprimerie et vernissage sur métal ;
  - Scieries industrielles.

## Culture locale et patrimoine

### Lieux et monuments

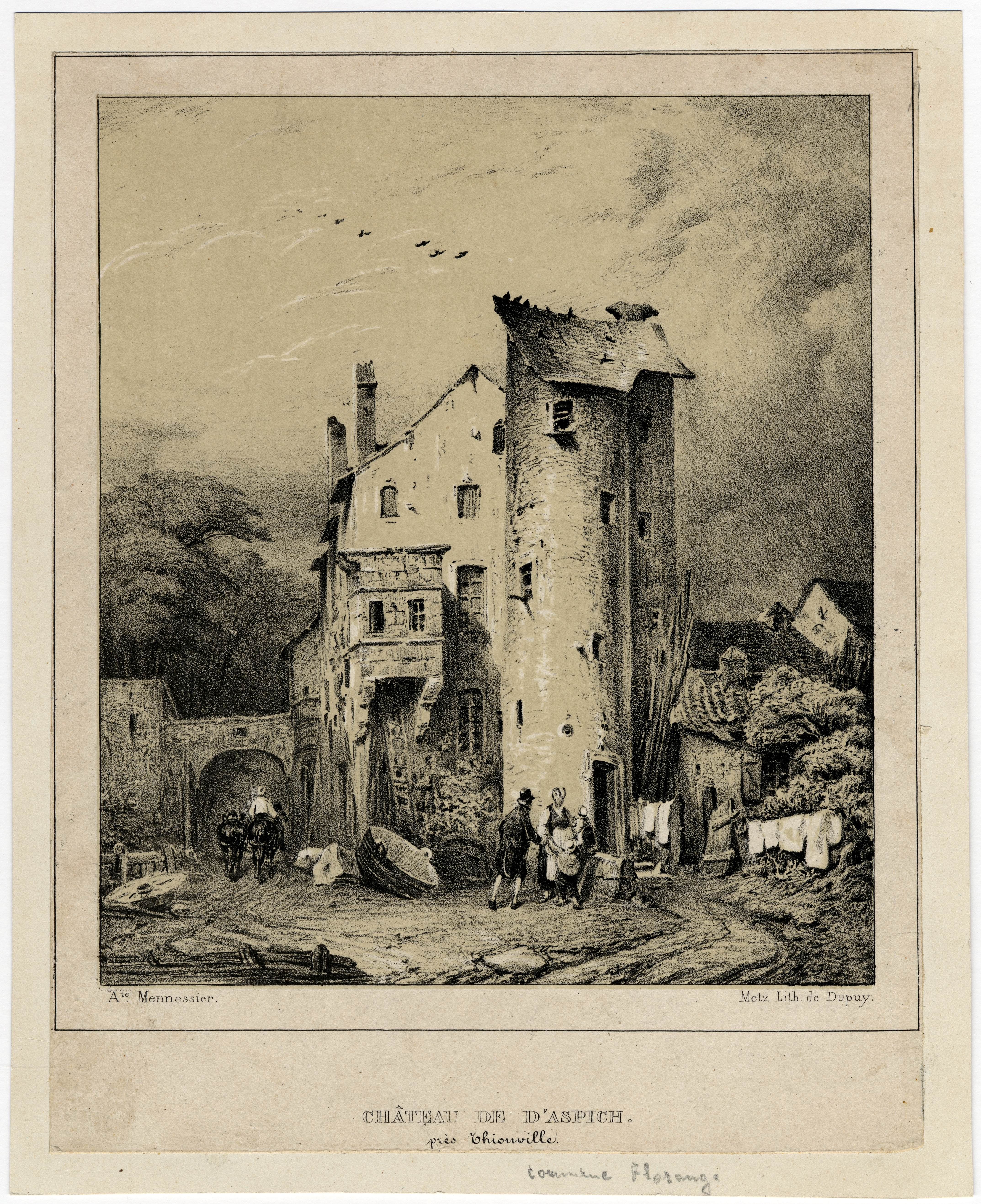
Château de Daspich au XIXe siècle Bibliothèques-Médiathèques de Metz.

- Musée archéologique gallo-romain 
Il regroupe les trouvailles des fouilles archéologiques notamment celles de la rue des Romains à l’écart de Daspich (vestiges d’ateliers de potiers et de forgerons, forges, dépotoir de vases, nécropoles, débris de stèles, tuiles, statuettes, tessons des IIIe et IVe siècles. Le musée se situe dans le complexe de Bétange.
- Château de Bétange 
L’histoire du château de Bétange est intimement lié à celle de Florange. Dès le Moyen Âge le nom de « Baitanges » est mentionné. On y trouve un château fortifié dépendant de la seigneurie de Florange. Jehan de Bétanges étant ami de Phillipe de Florange. À la fin du XVe siècle, on mentionne le nom de Bettingen qui comptait trois feux. Lors du siège de Florange en 1521, Guillaume de la Mark y fut détenu par Guillaume de Nassau, lieutenant de Charles Quint. Le château de Bétange fut détruit, comme celui de Florange, puis reconstruit dix ans plus tard. Il appartient à la famille De Salm jusqu’en 1600; il est toujours fief de la seigneurie de Florange.

Ce château fut remplacé en 1828 par une nouvelle construction et fut l’œuvre de la sœur de baron d’Huart. Il devint la propriété de Théodore de Gargan en 1856. Le château s’agrandit et s’embellit.
En 1928 Bétange est racheté par la famille Mitry. De 1940 à 1945 la famille subit l’exil, et le château fut mis sous séquestre par l’autorité allemande. Il est toujours propriété de la famille Mitry. Un parc aménagé à l’anglaise, de 60 ha, avec un plan d’eau, entoure la propriété.
Le château est inscrit au titre des monuments historiques par arrêté du 16 juillet 2007 alors que le parc du domaine fut inscrit dès l'arrêté du 29 juin 1993.
Toponymie : Baitanges (1352), Baitenges (1363), Bettingen (XVIIe siècle, carte Beaulieu).
- Château de Daspich 
Le château de Daspich avec son échauguette, sa tour crénelée et sa véranda donnent sur le jardin arrière, ont disparu en 1967 lors de l’extension de la société Sollac. L’échaugette, un oriel et une bretèche du XVIe siècle fut alors intégrée au château de Luttange lors de sa restauration. Durant deux siècles, la famille De La Touche fut propriétaire du château, puis M. Shaeffer, qui céda sa propriété à Sollac.
- Château de Florange 
Charles Quint, s’estimant outragé par Robert de La Marck, fit démanteler la forteresse et le château de Florange en juin 1521. Aujourd’hui détruit, il se situait rue du château. Des vestiges sont visibles à la médiathèque de Florange et au musée de la Tour aux Puces à Thionville.
- Église Sainte-Agathe
Dédiée à une sainte martyr du début du IIIe siècle à Palerme, l’église Sainte-Agathe était jadis entourée d’un cimetière fermé de grilles (jusque vers 1945), devenu un ensemble de parterres fleuris. Cette église néogothique à trois nefs, construite en 1876, a remplacé une église datant de 1777 sise à proximité immédiate. Auparavant, l’église paroissiale s’élevait à Harling, près de la route de Metz.

L’espace est, constitué de jardins, a été transformé en place en 1994. Le marché s’y tient le jeudi matin. Le presbytère et la maison d’œuvres jouxtent l’église. Sur l’un des murs se trouve une fresque représentant le vieux village, œuvre de Greg Gawra.
L’intérieur récemment rénové, dont les bancs en bois peuvent accueillir 500 personnes, abrite des orgues romantiques, œuvre de la maison Haerpfer Dalstein (1892) qui ont été rénovés en 1993 par la même maison à présent implantée près de Strasbourg. Les vitraux, détruits en 1944, sont de facture récente. Près de l’entrée se dresse une statue de la Vierge préalablement installée dans la cour de l’école d’en face. À l’extérieur se situe une sculpture allégorique de la mort. L’édifice, dont le clocher aux quatre cadrans, est mis en lumière à la nuit tombée.
- Église Notre-Dame-de-l’Assomption d’Ebange 
Œuvre des architectes Depailler et Duval, dédiée à Notre-Dame-de -’Assomption, l’église d’Ébange est de construction moderne. Elle est longue de 39 mètres, large de 17 mètres et haute de 16,50 mètres. Le soubassement fut édifié sur des pieux en raison de l’instabilité du sol. Les travaux durèrent deux ans, d’octobre 1953 à septembre 1955. Elle était à l’origine destinée aux paroissiens d’Ébange, Daspich et Maisons-Neuves. Son style moderne est sans piliers intérieurs. Le clocher, initialement prévu, n’a pas été réalisé. Elle est meublée de 384 chaises. Un sous-sol ample permet des réunions et des répétitions de chœur.

Le calvaire placé devant l’église, date du XVe siècle a souffert de multiples déplacements : les statuettes des crucifix de saint Jean et de la Vierge sont décapitées.
- Église néo-apostolique, rue de La Centrale. Elle est déconsacrée le 24 juin 2018[45].

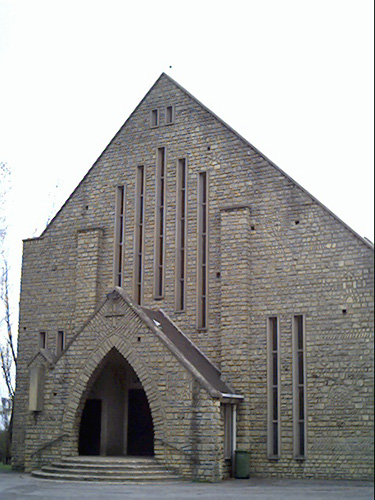
L’église Notre-Dame-de-l'Assomption d'Ébange.
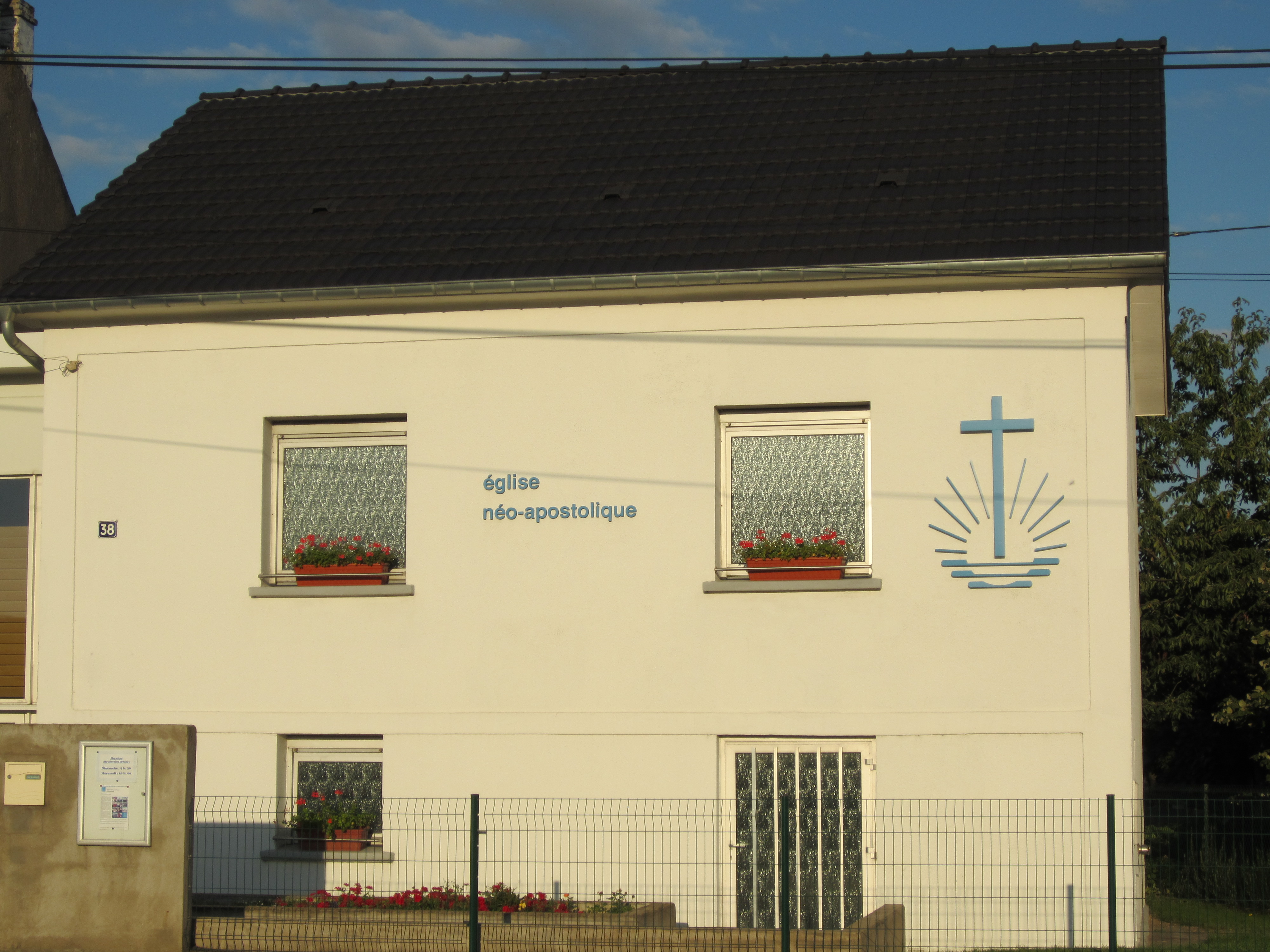
Église néo-apostolique.

### Personnalités liées à la commune
Par ordre chronologique d'année de naissance.
- Philippe de Florange (1261-1263), évêque de Metz ;
- Petit Jehan de Florange (1465-1521), commandant de la place de Florange ;
- Robert II de La Marck (1468-1536), seigneur de Florange ;
- Robert III de La Marck de Bouillon (1491-1536), seigneur de Florange ;
- Robert IV de La Marck (1512-1556), seigneur de Florange ;
- Hélène Missoffe (1927-2015), actrice et femme politique[46] ;
- Bernard Zénier (né en 1957), joueur de football florangeois ;
- Édouard Martin (né en 1963), syndicaliste de Florange ;
- Rémi Ochlik (1983-2012), photojournaliste français ;

### Héraldique
| Blason de Florange | Blason  | De gueules au lion d'or à la bordure dentelée d'argent. |
| Blason de Florange | Détails | Le statut officiel du blason reste à déterminer.        |

Description des armoiries de Florange telles qu’elles figurent à l’armorial des communes du département de la Moselle :
Le blason de Florange a beaucoup évolué à travers les temps anciens. Selon Eugène Kieffer, il était à l’origine d’or à la bande de gueules chargé de trois lys d’argent, le lys étant signe de royauté. Robert Ier, au début du XIIe siècle, premier seigneur de la maison Florange-Lorraine, avait pour emblème un aigle éployé tenant dans ses serres une épée : Sigillvm Roberti fratris dvels Mathei peut-on lire sur le sceau de Robert, frère du duc Mathieu.
En 1240, Philippe II, fils et successeur de Robert II, arbore une licorne rampant, mais peut-être est-ce déjà un lion. En 1252 en effet, lors d’une donation aux moines de Justemont, le lion apparaît dans le sceau de Philippe. Celui-ci avait-il adopté le lion en souvenir de son ancêtre Robert, qui reposait en l’abbaye de Sturtzelbronn, où l’on retrouve ce même lion dans les armoiries ? Cette abbaye avait été fondée en 1135 par Simon Ier le Gros, duc de Lorraine, père de Robert Ier et du duc Mathieu. Dès 1240, le lion est le signe distinctif de Florange.
Dans les années 1265-1285, dans l’armorial du Héraut Vermandois, ainsi que dans celui de Wijnbergen, sont décrites et peintes les armes du seigneur de Florange et d’un certain Gilles de Florange : d’or au lion de sable à la bordure de gueules (voir l’armorial du Tournoi de Chauvency).
En 1303, Anselme (ou Ancillon) de Florange prend pour armoiries de gueules au lion de sable à la bordure dentelée d’argent (selon Dom Calmet) pour devenir plus tard d’or au lion de sable armé et lampassé de gueules à la bordure engrelée d’argent. Le lion d’or a remplacé le lion de sable, pour donner le blason que nous connaissons aujourd’hui.
Le langage héraldique qui décrit le blason et les armoiries est un peu ésotérique et utilise des termes imagés pour désigner les couleurs gueule pour le rouge, or pour le jaune, argent pour le blanc, sable pour le noir, azur pour le bleu. Armé et lampassé signifient que les griffes et la langue sont d’un émail (couleur) différent.